# 范烟桥
范烟桥（1894年—1967年），乳名爱莲，学名镛，字味韶，号烟桥，别署含凉生、鸱夷室主、万年桥、愁城侠客，吴江同里镇范家埭人，中国作家。因近视而喜带墨镜。作品有小说、剧本、诗等多种。其号“烟桥”二字来自《过垂虹桥》中的“回首烟波十四桥”一句。 1922年，范煙橋與趙眠雲、范君博、鄭逸梅、姚蘇鳳等人在蘇州成立文學社星社。

## 主要作品
1940年代流行歌曲《夜上海》和《花样年华》，是1947年电影《长相思》的插曲，由范烟桥作词，周璇原唱，陈歌辛作曲。

## 家庭
為蘇州宰相范仲淹從侄朝奉房范純懿公後裔。父親范祖培（字裕昆，號葵忱，又號向廬，1871-1939）為光緒壬寅年（1902）江南鄉試舉人。母嚴云珍，為《文匯報》創辦人严寶禮之姐。子女范慧靜與范崇清等。